# Корин, Григорий Александрович
Григо́рий Алекса́ндрович Ко́рин (настоящее имя Годель Шабеевич Коренберг; 15 марта 1926, Радомышль — 5 июня 2010, Химки) — русский поэт и переводчик.

## Биография
Григорий Коренберг родился одним из трёх сыновей в бедной семье. Его родители, Шабе Перцевич Коренберг (1900—1974) и Михле Яковлевна Хабинская (1896—1969), торговали на рынке и вели полунищенский образ жизни, в 1930-е годы переехали в Баку. Старший брат Пётр Коренберг (1922—1942) в годы Великой Отечественной войны попал в немецкий плен и был публично повешен фашистами в Чигирине за участие в партизанском движении. Другой брат, Михаил Коренберг (1923—1996), также ушёл на фронт.
Григорий Коренберг, после обучения в школе воздушных стрелков, в составе 11-й Новороссийской дважды Краснознамённой штурмовой авиационной дивизии ВВС ВМФ участвовал в боях за освобождение Одессы и Кёнигсберга, был награждён орденом Отечественной войны 2-й степени, медалями «За боевые заслуги», «За взятие Кёнигсберга», «За победу над Германией». После демобилизации в 1945 году работал с отцом на шерстобитной машине, затем ответственным секретарём в газете «Мингечаурский строитель» (откуда был впоследствии уволен «за неправильное освещение положения дел на строительстве гидростанции»).
В Мингечауре женился на поэтессе Инне Лиснянской (их дочь — израильский прозаик Елена Макарова — родилась в 1951 году). После окончания в 1952 году Бакинского заочного педагогического института стал ночным выпускающим газеты «Бакинский рабочий».
С 1961 года работал в Москве, жил в Химках.
Начал публиковаться как поэт и переводчик с языков народов СССР в 1956 году. Первый сборник «Люди мои, люди…» вышел в 1962 году, на основании чего Корин был принят в 1963 году в Союз писателей СССР.
Пародию на стихотворение Корина
Ты кроши,
кроши,
кроши
Хлебушек на снег,
Потому что воробей
Ест, как человек.
написал Александр Иванов
Ты пиши,
пиши,
пиши,
Сочиняй весь век,
Потому что пародист –
Тоже человек.
           <…>
В 1971 году женился на  искусствоведе Ирине Гиляровой. С ней он прожил 38 лет до её смерти в 2009 году.
Умер 5 июня 2010 года. Похоронен вместе с Ириной Гиляровой на Востряковском кладбище.

## Сочинения

### Поэзия
- «Люди мои, люди…»: Стихи. М., 1962
- «Противостояние»: Стихи и поэма. М., 1966
- «Смена ритма»: Стихи. М., 1970
- «Прямой переулок»: Стихи. М., 1974
- «Автопортреты»: Стихи. М., 1976
- «Брат»: Стихи. М., 1971
- «Повесть о моей Музе»: Стихи. М., 1981
- «Соль» (1986)
- «Последняя треть». М., Современник, 1990
- «Город Бога» (1992)
- «Я связан с ветром» (1995)
- «Так и бывает это» (2000)
- «Муза и автопортрет» (2005)

### Переводы
- Джусуев С. «Горные зори». М., 1972
- Салимов Б. «Лейся, солнце». М., 1976
- Котамадзе Д. «Объятие». М., 1978